# Libero Cecchini
Pour les articles homonymes, voir Cecchini.
Libero Cecchini (né le 28 septembre 1919 à Pastrengo dans la province de Vérone et mort à Vérone le 20 avril 2020) est un architecte italien du XXe siècle spécialisé dans la restauration de monuments, la réintégration dans l'environnement, la conception de villas, de complexes résidentiels et dans les travaux publics.

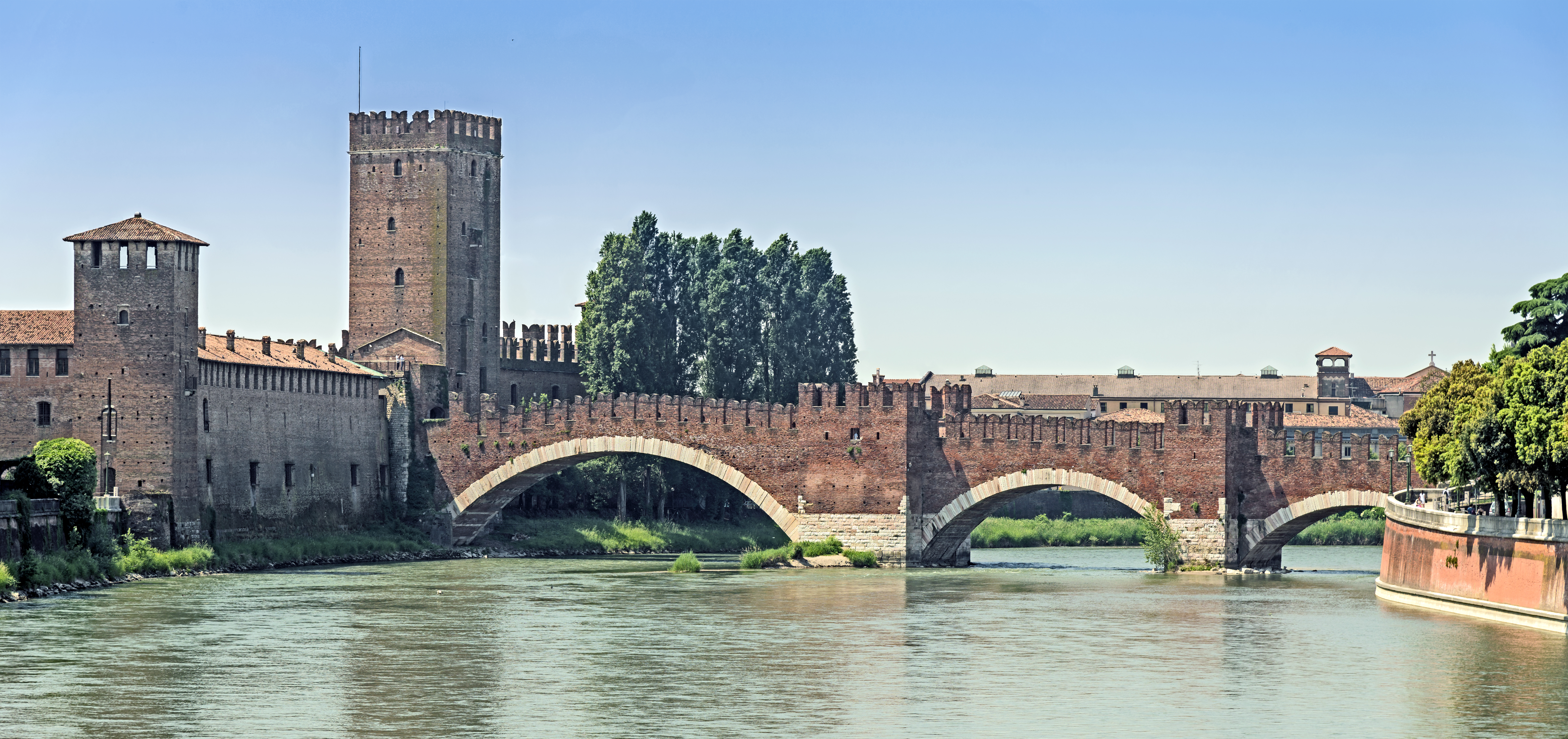
Le pont de Castelvecchio, reconstruit en 1949-1951 par Libero Cecchini après les destructions de la Seconde Guerre mondiale.

## Biographie

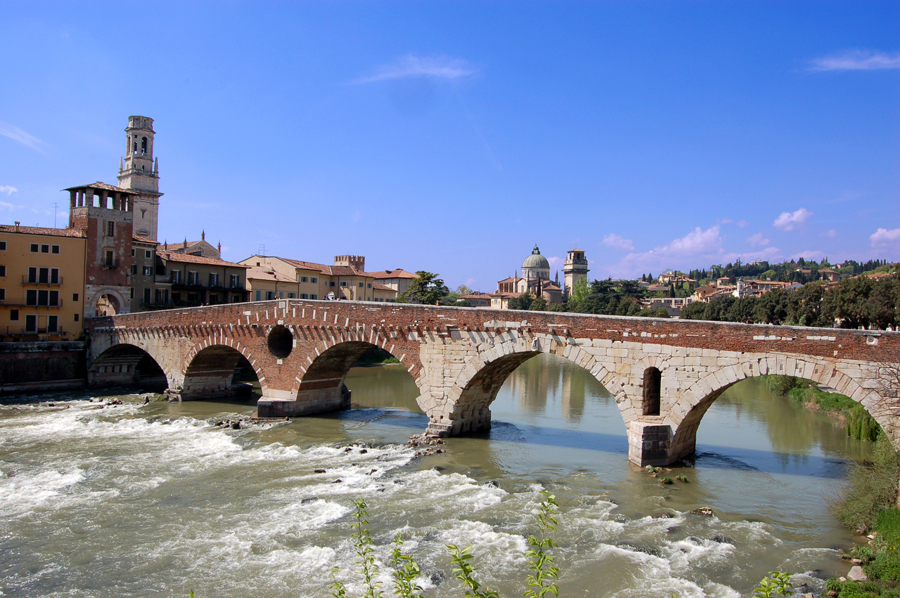
Ponte Pietra Vérone, reconstruit en 1957-1959 par Libero Cecchini.

Libero Cecchini est issu d'une famille de tailleurs de pierre et a étudié à l'école d'art à Vérone, en participant à des expositions artistiques avec des sculptures pour lesquelles il obtient des récompenses. À Milan, il a étudié à la Faculté d'Architecture de l'École Polytechnique, où il est diplômé en novembre 1944. Il s'est inscrit dans le registre des architectes de Vérone  et entame les travaux de reconstruction de monuments de Vérone détruits pendant la retraite allemande du nord de l'Italie. Ces activités ont été développées en collaboration avec le surintendant des monuments de Vérone, pour qui il a travaillé jusqu'en 1966 et fabriqué des plans d'urbanisme pour la reconstruction d'après-guerre. Après 1966, il se consacre à d'importants travaux de bâtiments publics, comme la chambre de commerce de Vérone et les bureaux financiers de Vérone, mais aussi des écoles, des logements pour les personnes âgées, des villas et d'autres activités commerciales. Il continue également à sculpter des œuvres en marbre, ainsi que le bronze et le bois.
En 1996, il a fondé avec son fils l'entreprise Vittorio Cecchini Libero et Associated Architects, qui a participé à de nombreuses compétitions nationales et internationales. Dans ses œuvres, on peut distinguer la plasticité du matériau de Le Corbusier associée à la spatialité de Ludwig Mies van der Rohe, alors que sa position à l'égard de la relation entre la nature / histoire / architecture est proche de l'organicisme de Frank Lloyd Wright et d'Aalto 

## Chambre de commerce de Vérone - Porta Nuova
De 1965 à 1968, Libero Cecchini a conçu et réalisé le siège de la chambre de commerce de Vérone, un grand bâtiment près de la monumentale Porta Nuova de Michele Sanmicheli, la porte principale des remparts de la Renaissance de Vérone. La façade du bâtiment est très moderne et rationaliste par opposition au complexe classique de la Porta Civica et réinterprète la puissance expressive des vestiges monumentaux de Vérone, dans un langage architectural moderne. Dans ce bâtiment public, se trouvent les bureaux de la Chambre de Commerce provinciale, une série de salles de conférences et une grande salle pour la Bourse de marchandises.

## Restauration archéologique et architecturale

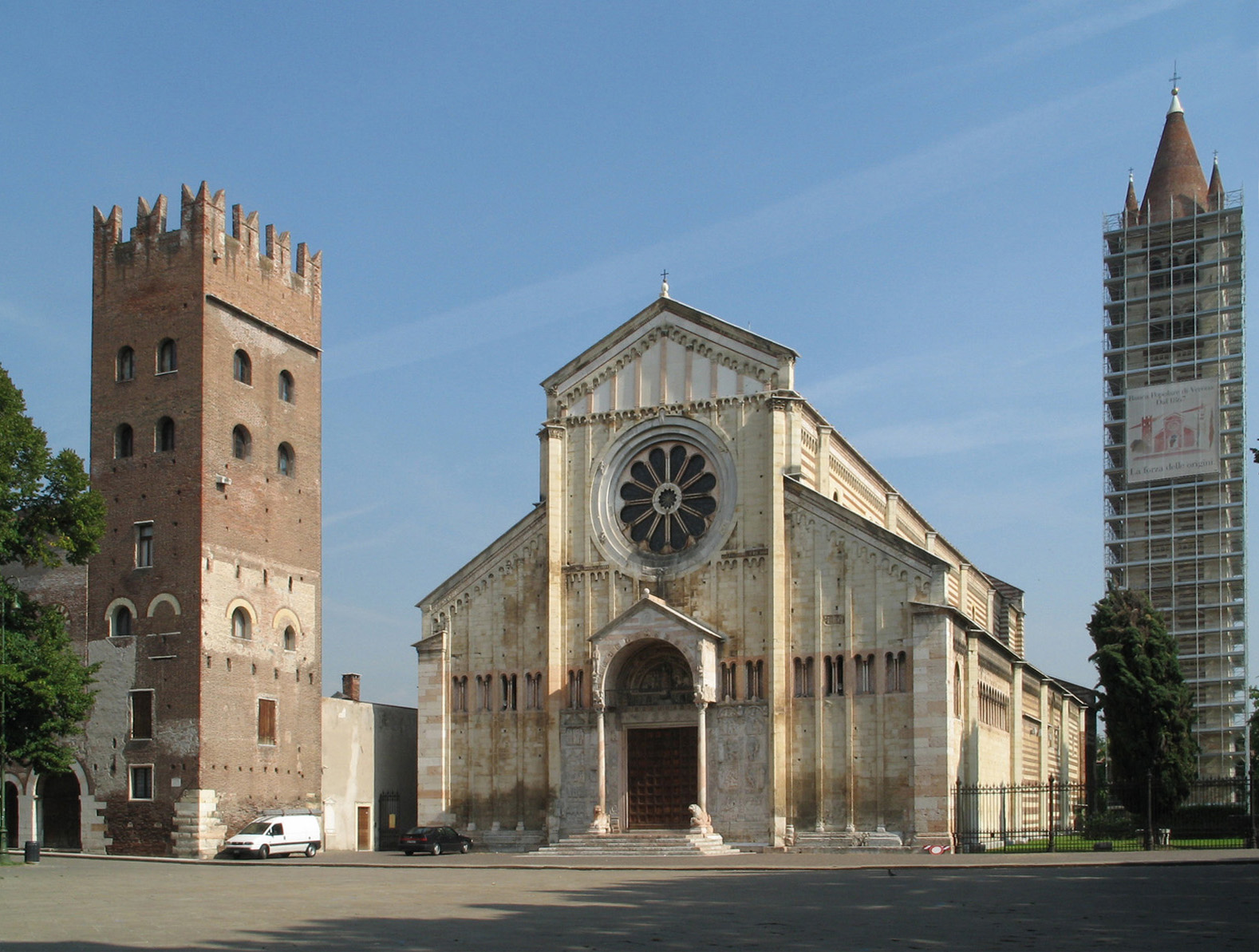
Basilique San Zeno de Vérone, restaurée par Libero Cecchini en 1984-2000.

Depuis les années 1980, Libero Cecchini a réalisé d'importants projets de restauration de monuments du patrimoine archéologique, en particulier les travaux de la Basilique San Zeno de Vérone, le Porta Leoni, le Palazzo Forti et les Fouilles Scala à Vérone avec les critères de valorisation basés sur la Charte de Venise établie en 1964 par le Surintendant de Vérone - Piero Gazzola par une équipe d'experts internationaux.
L'aménagement du centre international de photographie Scavi Scaligeri dans les sous-sols du Palazzo del Capitanio a été réalisé par Cecchini à la fin des années 1970 pour mettre en valeur les nombreux vestiges archéologiques découverts dans les fondations du Palais de la Cour. Ce fut en effet une place importante à l'époque romaine (à une courte distance du Forum romain, aujourd'hui la Piazza delle Erbe), et au Moyen Âge. Au début des années 1980 Cecchini a effectué une fouille archéologique systématique pour récupérer les structures les mieux conservées et les plus significatives (voie romaine à l'égout, maison romaine avec des sols en mosaïque, l'abside de l'église du Ve siècle).
Dans l'Abbatiale San Zeno, Libero Cecchini a restauré le cloître et les zones reconstruites comprenant également la tour crénelée, en se basant sur des études documentées systématiques. La restauration de l'Abbatiale San Zeno a suivi la campagne de fouilles menée par l'archéologue britannique Peter Hudson à partir de 1983 sous les auspices de la Surintendance archéologique de la Vénétie. Parmi la reprise de l'ensemble abbatial conçu et réalisé par Libero Cecchini, rappelons la restauration du cloître du XIIIe siècle (1984), la restauration de l'église Saint-Proculus (1985-1988), la restauration de la Embattled et Torre palais abbatial (1987 -1992) et la reconstruction de la Bibliothèque du monastère (1994-2000).

## Récompenses
L'architecte Veronese a reçu dans sa vie de nombreux prix et distinctions :
- 1959, médaille d'argent pour la Culture et les Arts du Ministère de l'Éducation ;
- 1962, le deuxième prix au Concours International « Premio Vitruve » pour l'utilisation de la pierre dans l'architecture ;
- 1964, prix régional « En-Arch » de la Vénétie, Trentin-Haut-Adige et du Frioul-Vénétie Julienne pour le village projet INA-Casa San Dona di Trento ;
- À partir de 1972, inspecteur honoraire de la direction générale des antiquités de Vérone ;
- 1993, prix « Europa Nostra » pour la méthodologie de recherche et de restauration du cloître du Palais abbaye et l'église de San Zeno Maggiore à Vérone ;
- 2005, prix de la planification urbaine et régionale « Luigi Piccinato ».

## Publications
- (it) Barbara Bodoni, Libero Cecchini, Natura e archeologia al fondamento dell'architettura, 2009, Alinea, Florence,  (ISBN 978-88-6055-439-0)
- (it) Pierpaolo Brugnoli, Libero Cecchini, L'Abazia e il chiostro di S.Zeno Maggiore, 1986, Banca Popolare, Vérone
- (it) Pierpaolo Brugnoli, Libero Cecchini, La chiesa di S.Procolo in Verona - un recupero e una restituzione, 1988, Banca Popolare, Vérone
- (it) Pierpaolo Brugnoli, Libero Cecchini, San Giorgio in Valpolicella - Scavi archeologici e sistemazioni museali, 1988, Banca Popolare, Vérone

## Source de la traduction
- (it) Cet article est partiellement ou en totalité issu de l’article de Wikipédia en italien intitulé « Libero Cecchini » (voir la liste des auteurs).